# Semioptila longipennis
Semioptila longipennis is een vlinder uit de familie Himantopteridae. De wetenschappelijke naam van deze soort is voor het eerst geldig gepubliceerd in 1937 door Erich Martin Hering.
De soort komt voor in het Afrotropisch gebied.

## Type
Het holotype wordt door De Prins & De Prins vermeld als ♂, ZMHB.